# Iluminados por el fuego
Iluminados por el fuego és una pel·lícula dramàtica i bèl·lica argentina dirigida per Tristán Bauer l'any 2005. La pel·lícula, una ficció inspirada en el llibre homònim escrit per Edgardo Esteban, narra les experiències d'Esteban Leguizamón, un excombatent de la guerra de les Malvines.

## Sinopsi
Esteban, convertit en periodista, en tornar de cobrir una manifestació de carrer rep la notícia que el seu amic, Alberto Vargas, va sofrir una forta intoxicació per combinar alcohol i drogues en un intent de suïcidi. En arribar a l'hospital es reuneix amb la dona de Vargas i intercanvia anècdotes sobre la vida del seu marit, arribant a la conclusió que va intentar suïcidar-se al no haver pogut superar l'experiència traumàtica de la Guerra de les Malvines.

## Repartiment
- Gastón Pauls com Esteban Leguizamón
- Pablo Ribba com Alberto Vargas
- César Albarracín com Juan Chamorro
- Víctor Hugo Carrizo com Pizarro
- Virginia Innocenti com Marta Vargas
- Juan Leyrado com el Tinent Alurralde
- Arturo Bonín com el Doctor Prina
- Ronald Reagan preses d'arxiu
- Margaret Thatcher preses d'arxiu

## Guardons
La pel·lícula va aconseguir 15 guardons i 8 nominacions de diferents institucions i festivals nacionals i internacionals. Entre ells es troben:
Premi especial del jurat en el Festival de Sant Sebastià (2005).
Premi Goya per millor pel·lícula estrangera de parla hispana (2005).
Premi Founding Fathers per millor narrativa en el Festival de Cinema Tribeca (2006).
Premi Còndor de Plata 2005 a la millor direcció artística, millor guió adaptat, millor compaginació i millor actriu de repartiment.

## Crítica
Una gran quantitat de combatents pertanyents al Grup d'Artilleria Aerotransportat 4 (GA Aerot 4) va sortir a criticar obertament la veracitat dels fets exposats en la pel·lícula.
Encara sent una ficció, el relat, segons els excombatents, està clarament lligat al grup on Edgardo Esteban estava confinat.
Entre els fets narrats, els veterans afirmen que Esteban gairebé ni va participar muntant la defensa de la unitat en la qual estava destinat ni en el camp de batalla, ja que es resguardava en una de les cases pròximes. També manifesten el seu profund dolor respecte a que Edgardo Esteban va abandonar el seu guàrdia on posteriorment va morir en un bombardeig naval el conscripto Eduardo Vallejos, qui no hauria d'haver estat en aquesta posició en aquest moment.